# Slatina (Františkovy Lázně)
Slatina (německy Schlada) je vesnice, místní část města Františkovy Lázně v okrese Cheb v Karlovarském kraji. V roce 2011 zde žilo ve 117 domech 440 lidí. S Františkovými Lázněmi tvoří jednotný celek.

## Geografie
Slatina se nachází přibližně jeden kilometr jihojihovýchodně od centra Františkových Lázní v nadmořské výšce 450 metrů. Dnes s městem tvoří jednotný celek. Vesnicí protéká Slatinný potok.

## Historie
Poprvé je Slatina v historických textech zmiňována v roce 1224. Uvádí se, že jejími zakladateli byli členové kláštera ve Waldsassenu. Ti v roce 1268 prodali vesnici německým řádům v Chebu. Na konci 14. století se Slatina stala majetkem města Chebu.
V roce 1600, při stavbě mostu přes Slatinný potok zde byl objeven minerální pramen. V roce 1874 zde byla postavena škola.

## Obyvatelstvo
Při sčítání lidu v roce 1921 zde žilo 621 obyvatel, z toho 563 obyvatel německé národnosti, jeden jiné národnosti a 57 bylo cizozemců. K římskokatolické církvi se hlásilo 562 obyvatel, k evangelické devět, 47 k československé, jeden k jiné církvi a dva byli bez vyznání.
| Rok            | 1869 | 1880 | 1890 | 1900 | 1910 | 1921 | 1930 | 1950 | 1961 | 1970 | 1980 | 1991 | 2001 | 2011 | 2021 |
| -------------- | ---- | ---- | ---- | ---- | ---- | ---- | ---- | ---- | ---- | ---- | ---- | ---- | ---- | ---- | ---- |
| Počet obyvatel | 289  | 411  | 366  | 375  | 516  | 621  | 797  | 360  | 486  | 387  | 312  | 325  | 378  | 440  | 416  |
| Počet domů     | 21   | 29   | 31   | 34   | 46   | 51   | 68   | 73   | -    | 57   | 53   | 58   | 78   | 117  | 122  |

## Obecní správa
Při sčítání lidu v letech 1850–1948 Slatina byla samostatnou obcí v okrese Cheb. Od roku 1949 je částí města Františkovy Lázně v okrese Cheb. V letech 1850–1909 k obci patřily Skalka a Střížov.